# Colome (Dakota del Sur)
Colome es una ciudad ubicada en el condado de Tripp en el estado estadounidense de Dakota del Sur. En el Censo de 2010 tenía una población de 296 habitantes y una densidad poblacional de 429,65 personas por km².

## Geografía
Colome se encuentra ubicada en las coordenadas 43°15′35″N 99°43′1″O / 43.25972, -99.71694. Según la Oficina del Censo de los Estados Unidos, Colome tiene una superficie total de 0.69 km², de la cual 0.69 km² corresponden a tierra firme y (0%) 0 km² es agua.

## Demografía
Según el censo de 2010, había 296 personas residiendo en Colome. La densidad de población era de 429,65 hab./km². De los 296 habitantes, Colome estaba compuesto por el 93.92% blancos, el 0% eran afroamericanos, el 3.72% eran amerindios, el 0.68% eran asiáticos, el 0% eran isleños del Pacífico, el 0% eran de otras razas y el 1.69% pertenecían a dos o más razas. Del total de la población el 0% eran hispanos o latinoamericanos de cualquier raza.